# Friedrich Wilhelm Pose
Friedrich Wilhelm Pose (* 19. März 1793 in Berlin; † 1. Januar 1870 in Mannheim) war ein deutscher Landschafts- und Dekorationsmaler.

## Leben
Pose, Sohn des aus Kotzen in der Mark Brandenburg stammenden Unteroffiziers Johann Ferdinand Pose und dessen Ehefrau Luise Dorothea, geborene Thiele, wuchs in Berlin auf. Seine älteren Brüder waren der Dekorationsmaler Ludwig Pose und der Major Ferdinand Pose (1791–1870), weitere Brüder waren der Berliner Kaufmann Wilhelm Pose, der Theaterrendant Eduard Pose (1803–1873) und der Hauptmann Julius Pose (1810–1867). Seine Schwestern Friederike und Luise blieben ledig und lebten bei dem Bruder Eduard in Potsdam.
Wie sein Bruder Ludwig ging er nach Düsseldorf. Dort besuchte er die Kunstakademie. 1819 berief ihn die Witwe des badischen Großherzogs, Stéphanie de Beauharnais, die das Schloss Mannheim als Witwensitz bezogen hatte, nach Mannheim. In Mannheim und weiteren Orten am Rhein arbeitete er als Dekorationsmaler. So führte er etwa auch für das Bassermann’sche Haus (R1) am Mannheimer Markt und das Lamey’sche Haus (R7), die der befreundete Architekt Jacob Friedrich Dyckerhoff entworfen hatte, die Ausmalungen im Geist des Klassizismus und der Romantik aus, ebenso für dessen privates Wohnhaus.
Darüber hinaus betätigte sich Pose als Landschafts- und Vedutenmaler.